# Донец-Тессейр, Мария Эдуардовна

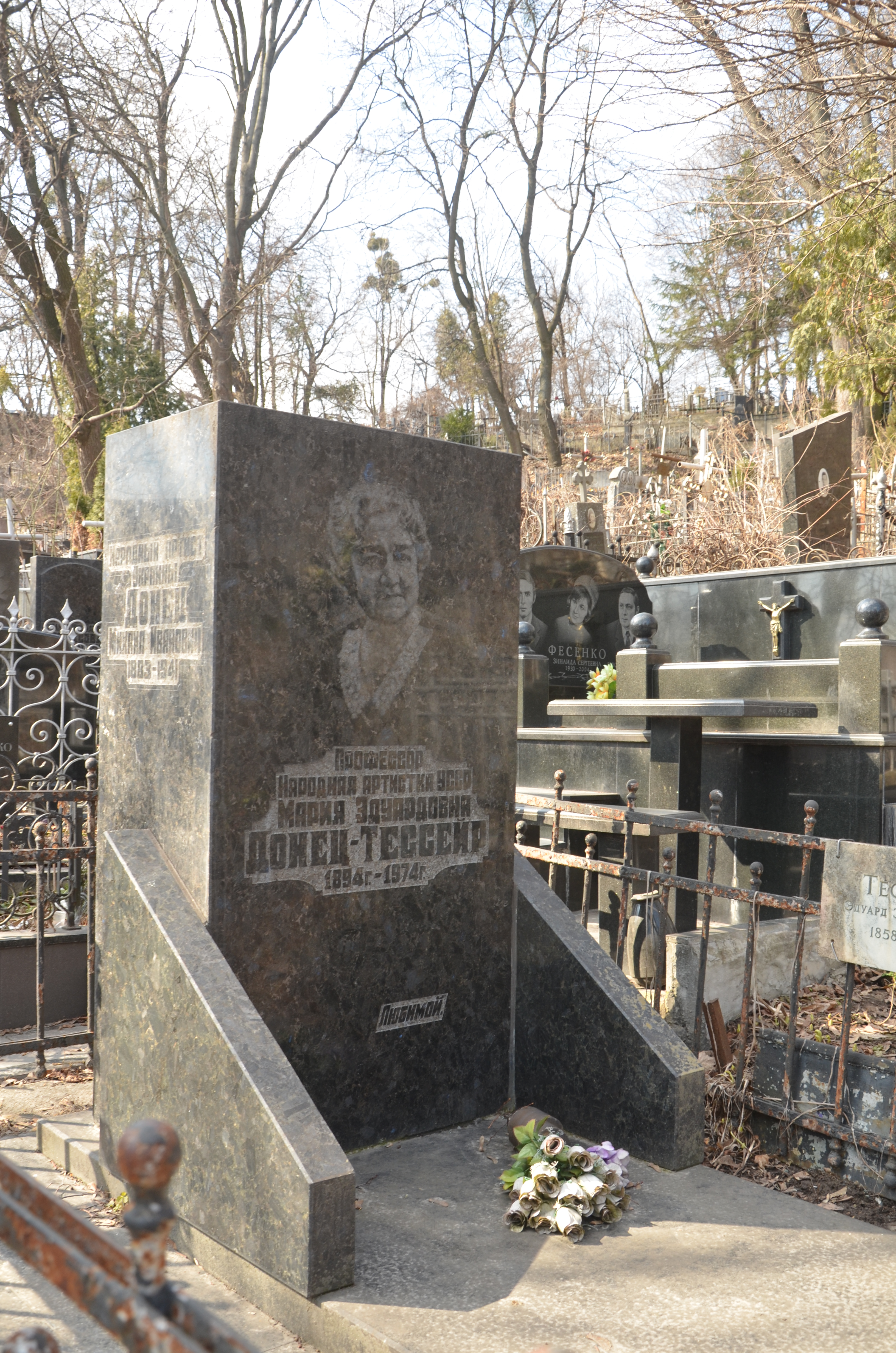
Могила на Зверинецком кладбище

Мария Эдуардовна Донец-Тессейр (укр. Марія Едуардівна Тессейр-Донець; 4 мая 1889, Киев — 15 декабря 1974, там же) — украинская советская оперная певица (колоратурное сопрано), музыкальный педагог, профессор киевской консерватории по классу вокала (с 1953), народная артистка Украинской ССР (1965).

## Биография
Жена М. И. Донца (1883—1941), певца, народного артиста УССР. Девичья фамилия Де Тэссейр.
В 1908—10 училась в Киевской музыкально-драматической школе им. Н. В. Лысенко. Музыкальное и вокальное образование получила в Венской и Миланской (окончила в 1915) консерваториях.
В 1915—1922, 1927—1948 — солистка Киевского, 1923—1924 — Харьковского, 1924—1925 — Свердловского театров оперы и балета.
С 1935 — преподаватель Киевской консерватории (с 1953 — профессор). Среди её учеников — И. Масленникова, Е. Мирошниченко, Р. Колесник, Н. Куделя, М. Шахбердыева и другие.
В 1969 г. на фирме «Мелодия» вышел альбом «Уроки профессора М. Э. Донец-Тессейр (озвученное пособие для студентов — вокалистов)».
После окончания Великой Отечественной войны проживала в киевском доме Ролит.
Похоронена на Зверинецком кладбище Киева.

## Оперные партии
- Оксана («Запорожец за Дунаем» С. Гулака-Артемовского),
- Марильца, Панночка, Оксана («Тарас Бульба», «Утопленница», «Рождественская ночь» Николая Лысенко),
- Царевна Лебедь («Сказка о царе Салтане» Николая Римского-Корсакова),
- Виолетта, Джильда («Травиата», «Риголетто» Джузеппе Верди)
- Антонида («Иван Сусанин» Михаила Глинки).
- Олимпия («Сказки Гофмана» Оффенбаха) и др.

М. Э. Донец-Тессейр — автор работ по методике преподавания вокала.

## Память
В память об М. Э. Донец-Тессейр в Национальной музыкальной Академии Украины по ул. Архитектора Городецкого, возле класса, в котором певица преподавала, установлена мемориальная доска.